# Assedio di Rheinberg (1597)
L’assedio di Rheinberg del 1597, detto anche secondo assedio di Rheinberg, fu un assedio combattuto presso la città di Rheinberg (attuale Germania) dal 9 al 19 agosto 1597, nell'ambito della guerra degli ottant'anni. La liberazione della città di Rheinberg dall'assedio spagnolo fu l'inizio della campagna di Maurizio di Nassau del 1597 che rappresentò un'offensiva di gran successo contro gli spagnoli durante il periodo conosciuto col nome di Dieci anni di gloria.

## Antefatto
La città fortificata di Rheinberg, che era stata possedimento dell'elettorato di Colonia, da sette anni disponeva di una guarnigione spagnola e venne conquistata da Peter Ernst I von Mansfeld il 3 febbraio 1590 dopo quattro anni di assedio. A metà del 1597, gli Stati Generali de L'Aia ordinarono a Maurizio d'Orange, comandante delle forze olandesi, di scacciare gli spagnoli dalla regione del Twente mentre questi erano occupati ad assediare Amiens. L'obbiettivo di Maurizio era quello di marciare lungo il fiume Reno e prendere le città di Rheinberg e Moers lungo il corso del fiume, e poi fare rotta verso i Paesi Bassi orientali, dove si trovavano le più forti città di Groenlo e Oldenzaal. La conquista di Rheinberg era importante per gli abitanti della Gheldria anche perché avrebbe facilitato l'isolamento degli spagnoli nell'Overijssel.
Il 4 agosto, Maurizio assieme a suo cugino (e cognato) Guglielmo Luigi di Nassau-Dillenburg, giunsero ad Arnhem con una forza di 7000 fanti e 1200 cavalieri. Tra queste truppe vi erano tredici reggimenti inglesi al comando del colonnello Horace Vere e dieci scozzesi al comando di sir Henry Balfour. Il fratello di Horace, Francis Vere, era a quel tempo governatore della città olandese di Brielle e generale delle forze di Elisabetta I nei Paesi Bassi.

## L'assedio
Dopo la conquista della città e del castello di Alpen, Maurizio d'Orange marciò verso Rheinberg giungendovi il 10 agosto ed attaccando immediatamente. La guarnigione spagnola di Rheinberg era composta di 850 uomini in tutto al comando di Camillo Sacchini che da tempo aveva ricoperto diversi governatorati nell'area. La guarnigione non era in ottimo stato per combattere avendo avuto diverse diserzioni per la mancanza della paga mensile.
Gli anglo-olandesi disponevano di una notevole quantità di pezzi d'artiglieria che sbarcarono a terra servendosi del corso del Reno per trasportarli. L'11 agosto 1597 ebbe inizio l'assedio vero e proprio. Guglielmo Luigi di Nassau venne ferito da una palla di moschetto al fianco e Maurizio, poco dopo, si vide una palla di cannone sfiorare la testa ed entrare nella sua tenda. Una volta piazzate le batterie, la città venne bombardata dagli olandesi.
Dopo dieci giorni di bombardamento quasi continuo, Sachino, temendo un ammutinamento, chiese dei negoziati e la resa venne concordata per il 20 agosto; l'arcivescovo di Rheinberg implorò il risparmio della popolazione, cosa che Maurizio concesse. La guarnigione spagnola, alla quale venne concesso di abbandonare la città coi pieni onori in cambio della volontà di non combattere, marciò fuori dalla città il giorno stesso.

## Conseguenze
Con la presa di Rheinberg, Maurizio aveva ora pieno accesso al Reno ed all'area dei Paesi Bassi orientali. Le truppe di Maurizio furono così in grado di raggiungere facilmente Moers, Groenlo, Bredevoort, Enschede, Oldenzaal e chiusero l'anno con la presa di Lingen.